# Ataques a iglesias en Irak en 2004
Los ataques a iglesias en Irak en 2004 fueron una serie de ataques terroristas contra el cristianismo llevados a cabo en el 1 de agosto de 2004. Para efectuar el ataque, utilizaron varios coches bomba que colocaron en frente de diversas iglesias católicas de dos ciudades Iraquíes, Bagdad y Mosul. Eligieron ese momento porque coincidía con la misa de noche de domingo. A causa del ataque, murieron y fueron heridos un gran número de cristianos.
Se cree que estos ataques fueron organizados por el militante terrorista de origen jordano Abu Musab al Zarqaui. Se piensa que fue él debido a que había provocado durante ese año diversos atentados y ataques terroristas en todo el país, como por ejemplo asesinar a un americano (enlace roto disponible en Internet Archive; véase el historial, la primera versión y la última)., y también por su enorme lealtad al yihad. En consecuencia de este y otros actos terroristas que había organizado, el gobierno de los Estados Unidos ordenó su búsqueda. En mayo del año siguiente el ejército estadounidense aseguró haberle herido con una bala. El 8 de junio de 2006, el primer ministro iraquí, Nuri al Maliki, anunció y celebró su muerte.
- Datos: Q110101618